# Плака (мыс)
Пла́ка (укр. Плака, крымскотат. Plaka, Плака; плоский камень, греч.) — мыс на южном берегу Крыма. В 1947 году получил статус памятника природы.

## Описание
Эта оригинальная природная композиция в форме гриба напоминает в профиль сову или собаку породы пекинес. В древние времена на мысе располагались укрепление и маячный пункт Ламбас (факел, светильник — греч.).

## Размеры
Высота — 50 метров, протяжённость — около 330 метров.

## Геологическое строение
Сложен из зеленоватого порфирита, камня магматического происхождения. Учёные подсчитали, что при геологическом образовании массива Плака (150 млн. лет назад) давление расплавленной магмы составляло около тысячи килограммов на один квадратный сантиметр. В однородной плотной массе рассеяны крупные кристаллы полевого шпата и тёмных минералов.
О форме массива можно судить по великолепно выраженным протяжённым пластовым трещинам, разделяющим его на мощные «скорлупы» толщиной в метр и более.
В северо-восточной части мыса, почти полностью освободившейся от покрывающих её уплотнённых глин и песчаников таврической серии и вместе с тем почти не затронутой разрушением, встречаются «ленты» чёрной плотной горной породы, внешне похожей на базальт. В поперечных срезах каменных «скорлуп» видно, что «ленты» уходят в глубь массива и выклиниваются. Это не что иное, как нагнетённый под давлением в зияющие трещины массива глинистый материал при внедрении магмы.

## Достопримечательности
Укрепление на мысе Плака XIII - XV вв. Решение Крымского облисполкома от 15.01.1980 N 16, уч. N 176.
Остатки фамильного склепа Гагариных и Стерлиговых.
Домовая церковь Гагариных, построенная в византийско-грузинском стиле Николаем Красновым.
Дворец княгини Гагариной.
Прибрежный аквальный комплекс у мыса Плака — гидрологический памятник природы; занимает прибрежную полосу акватории Чёрного моря, что примыкает к мысу Плака.